# Scott Slimon
Scott Slimon (* 1915 in London, England; † 1980 ebenda) war ein britischer Szenenbildner und Artdirector.

## Leben
Slimon begann seine Karriere im Filmstab 1947 als Textilgestalter bei den Dreharbeiten zu Alexander Kordas Komödie Ein idealer Gatte. In der Folge arbeitete er als Requisiteur und Szenenbildner, bevor er 1967 bei drei Spielfilmen als Artdirector tätig war. Zu seinen Filmen zählen Der Tag, an dem die Erde Feuer fing, Der Foltergarten des Dr. Diabolo und Der Todesschrei der Hexen. Zudem wirkte er am 1965 entstandenen Science-Fiction-Film Dr. Who and the Daleks mit, einem Ableger der Fernsehserie Doctor Who mit Peter Cushing in der Titelrolle.
1960 war er für Joseph L. Mankiewicz’ Drama Plötzlich im letzten Sommer zusammen mit Oliver Messel und William Kellner für den Oscar in der Kategorie bestes Szenenbild nominiert, die Auszeichnung ging in diesem Jahr jedoch an die Literaturverfilmung Das Tagebuch der Anne Frank.
Seine letzte Arbeit war der Horrorfilm Der Todesschrei der Hexen, danach zog er sich aus dem Filmgeschäft zurück.

## Filmografie (Auswahl)
- 1959: Plötzlich im letzten Sommer (Suddenly, Last Summer)
- 1961: Der Tag, an dem die Erde Feuer fing (The Day the Earth Caught Fire)
- 1965: Bunny Lake ist verschwunden (Bunny Lake is missing)
- 1966: Der Puppenmörder (The Psychopath)
- 1967: Der Foltergarten des Dr. Diabolo (Torture Garden)
- 1970: Die lebenden Leichen des Dr. Mabuse (Scream and Scream Again)
- 1970: Der Todesschrei der Hexen (Cry of the Banshee)

## Auszeichnungen (Auswahl)
- 1960: Oscar-Nominierung in der Kategorie Bestes Szenenbild für Plötzlich im letzten Sommer